# 1954 au Nouveau-Brunswick
Chronologie du Nouveau-Brunswick
- 1950
- 1951
- 1952
- 1953
- 1954
- 1955
- 1956
- 1957
- 1958

Cette page concerne des événements survenus en 1954 dans la province canadienne du Nouveau-Brunswick.

## Événements
- Février : fondation du journal Maître Guillaume.
- 16 octobre : le député de Westmorland Austin Claude Taylor devient chef de l'association libérale.

## Naissances
- Georges Bourgeois, poète.
- 1er mars : Blaine Higgs, ingénieur, député et ministre.
- 2 mars : Rose-May Poirier, député, ministre et sénatrice.
- 31 mai : Edmond Blanchard, député et ministre.
- 11 septembre : Dyane Léger, artiste.

## Décès
- 3 juin : John William Maloney, député.
- 21 juin : Henry Read Emmerson, député et sénateur.